# (7200) 1994 NO
(7200) 1994 NO — астероїд головного поясу.
Тіссеранів параметр щодо Юпітера — 3,019.